# Christian Pouga
Christian Pouga (Douala, 19 juni 1986) is een Kameroens voetballer. Hij is een aanvaller en staat sinds januari 2013 onder contract bij Lierse SK.

## Carrière
Christian Pouga leerde voetballen in zijn geboortestad Douala. Op 15-jarige leeftijd maakte hij de overstap naar het Chinese Dalian Shide. Zijn officieel debuut volgde in 2004 bij Shanghai United. Daar ontpopte hij zich tot een echte goalgetter.
Na twee seizoenen verhuisde de Kameroener voor het eerst naar Europa. Pouga tekende bij FC Zürich. Hij wist er 8 keer te scoren in 13 wedstrijden. Nadien voetbalde hij in Zwitserland achtereenvolgens voor FC Aarau en AC Bellinzona. Met tweedeklasser Bellinzona dwong hij de promotie naar de hoogste afdeling af.
De toen 22-jarige spits trok vervolgens naar Spanje, waar hij zich aansloot bij Sevilla FC. Hij kwam er niet verder dan het B-elftal en ruilde de club in 2009 in voor het Portugese Leixões SC. Pouga scoorde 14 keer voor Leixões, maar zag de club toch degraderen. Voor de aanvaller was dat het signaal om op te stappen. Hij tekende bij FC Vaslui. Het werd geen succesverhaal, Pouga was slechts drie keer trefzeker voor de Roemenen.
In 2011 keerde hij terug naar Portugal. Met CS Marítimo werd hij in het seizoen 2011/12 verrassend vijfde in de competitie, goed voor een Europees ticket. Door financiële problemen liet de club hem na afloop van het seizoen vertrekken naar Oud-Heverlee Leuven. Hij tekende er op 9 augustus 2012 een contract voor één seizoen. In de eerste seizoenshelft was de struise targetspits goed voor 6 doelpunten. Na de winterstop ruilde hij OHL in voor Lierse SK.